# Berrak Tüzünataç

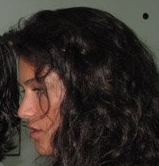
Berrak Tüzünataç (2010)

Berrak Tüzünataç (geb. 2. November 1984 in Yalova) ist eine türkische Schauspielerin.

## Leben
Berrak Tüzünataç kam als ältestes Kind einer Familie zur Welt. Ihr Vater ist der Unternehmer Sefa Tüzünataç. Die Familie hat noch eine weitere Tochter. Die Primarstufe besuchte Tüzünataç an einer Privatschule ihrer Heimatstadt. Anschließend bestand sie die Aufnahmeprüfung am Privatgymnasium Koç Özel Lisesi in Istanbul, sodass ihre Familie ihretwegen umzog. Nach dem Erdbeben von Gölcük 1999 wurde ihr Vater einige Tage inhaftiert. In diesem Jahr trennten sich auch die Eltern. Tüzünataç studierte Betriebswirtschaft an der Universität Istanbul.

## Karriere
Tüzünataç wurde in der Boulevardpresse zunächst als Geliebte von Volkan Büyükhanlı bekannt. Entdeckt wurde sie bei einem Fotoshooting, bei dem sie vom Fotografen Zeynel Abidin Ağgül als Zuschauerin abgelichtet wurde und ihre Bilder auf mehreren Titelseiten erschienen. Tüzünataç begann ihre Karriere im türkischen Fernsehen als Nachrichtensprecherin eines Musikkanals. Parallel dazu modelte sie und nahm Schauspielunterricht. Ihr Debüt als Schauspielerin gab sie 2005 in dem Film Beyza'nın Kadınları. Danach war sie regelmäßig in türkischen Film- und Fernsehproduktionen zu sehen.
2015 erhielt sie eine Nebenrolle in dem deutschen Actionfilm Tschiller: Off Duty, in dem sie eine Hotel-Rezeptionistin spielt. Da sie kein Deutsch spricht, lernte sie ihren deutschen Text anhand einer Tonaufnahme auswendig.

## Filmografie (Auswahl)
- 2005: Beyza'nın Kadınları
- 2005: Ödünç Hayat (Fernsehserie)
- 2005: Organize İşler
- 2007: Affedilmeyen (Fernsehserie)
- 2007–2008: Elveda Rumeli (Fernsehserie)
- 2009: Bu Kalp Seni Unutur mu  (Fernsehserie)
- 2009: Kıskanmak
- 2010: Die Drachenfalle – Ejder Kapani (Ejder Kapanı)
- 2010: Ezel (Fernsehserie)
- 2011: Bir Avuç Deniz
- 2012: Son (Fernsehserie)
- 2013: Çanakkale Yolun Sonu
- 2013–2014: Muhteşem Yüzyıl (Fernsehserie)
- 2015:	Filinta (Fernsehserie)
- 2016: Tschiller: Off Duty
- 2017–2018: Fi (Fernsehserie)
- 2023: Terzi (Netflixserie)